# Aircraft Engineers International
De Aircraft Engineers International (AEI) is een internationale overkoepelende organisatie van vakorganisaties van vliegtuigtechnici. In Nederland is de Nederlandse Vereniging van Luchtvaartechnici NVLT lid van deze internationale organisatie.
Wereldwijd zijn er meer dan 50 vakorganisaties lid van de AEI. 
AEI is opgericht als een niet-politieke, non-profit- en niet-sektarische organisatie.

## Doelstelling
De doelstelling van de AEI is het bevorderen van de veiligheid in de luchtvaart door te streven naar vakbekwame en goedopgeleide technici te laten werken in een veilige werkomgeving en onder goede werkomstandigheden en met voldoende onafhankelijkheid in hun handelen om te zorgen dat veiligheid boven direct financieel gewin staat. 
Te bevorderen dat de wetgeving (internationaal) van een hoogwaardige en gelijkluidende kwaliteit is en de werkzaamheid van deze regels te laten controleren door vakbekwame controlerende nationale wetgevers.